# Catedral de la Sagrada Familia (Antigua y Barbuda)
La Catedral de la Sagrada Familia  (en inglés: Holy Family Cathedral) es la principal catedral de la diócesis de Saint John-Basseterre y está situada en la ciudad de Saint John en el país caribeño de Antigua y Barbuda.
En esta catedral tiene su sede episcopal el obispo diocesano Donald J. Reece.
La catedral fue inaugurada en enero de 1987. El diseño de la Catedral es moderno y consiste en un octágono con una torre en el centro. En la torre hay una cruz grande, la cruz externa más grande en una iglesia en el país. También hay campanas sintetizadas electrónicas que avisan la hora, antes de la misa y al final de los funerales.
La catedral es post concilio Vaticano II y de rito latino, sin embargo, la fiesta de la Epifanía y la fiesta de la Asunción, el domingo se celebra la Misa según el rito bizantino.